# グスタフ・フライターク

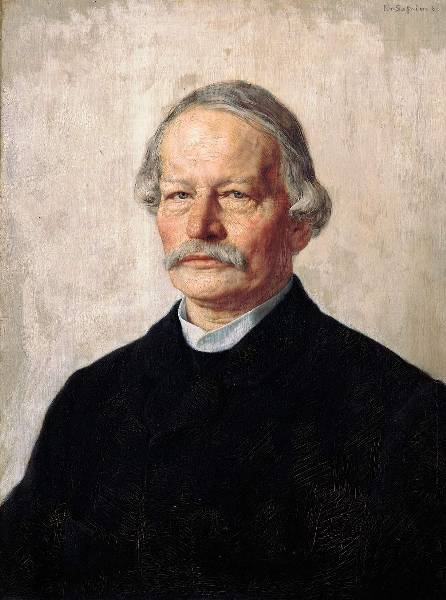
1886年 - 1887年のフライターク
(画)カール・シュタウファー＝ベルン

グスタフ・フライターク（Gustav Freytag, 1816年7月13日 - 1895年4月30日）は、19世紀ドイツの著作家、歴史家。

## 生涯
上部シュレージエンのクロイツブルク（現在のポーランド・オポーレ県クルジュボルク）に生まれる。父は医師であり、終身市長にも選ばれている。当時の良家の習慣に従い、牧師だった母方の叔父により自宅で教育を受ける。13歳に近郊の町エールスにあるギムナジウムに入学。1835年にブレスラウ大学に入学し、最初は古典文献学を学び同時にアウグスト・ハインリヒ・ホフマン・フォン・ファラースレーベンのゼミナールに参加しゲルマン古代学とドイツ語学・文学に興味を持つ。学生団体の活動に熱中して大学当局の叱責を受け、三学期でベルリン大学に転学。ここで中世ドイツ文学の研究家カール・ラッハマンに出会い、その下で学位論文を書く。1838年に学位を授与され、翌年からブレスラウ大学で私講師としてドイツ語学・文学を講ずる。教授資格を獲得し1843年にドイツ文化史の員外教授の募集に応募するが大学に拒否される。
1847年に大学を辞めてドレスデンに移住して劇作を中心とした文筆業に転じ、ルートヴィヒ・ティークやリヒャルト・ワーグナーと知り合う。1848年の三月革命後にライプツィヒに居を移し週刊紙『Die Grenzboten』の編集に携わった。このライプツィヒ時代にドイツ中世文献学者のモーリッツ・ハウプトやテオドール・モムゼンやハインリヒ・フォン・トライチュケと親交を深めている。さらにゴータ公エルンスト2世から宮廷顧問官に任命され、1866年には北ドイツ連邦の憲法制定議会で国家自由党の議員に選出された。晩年には文壇の大御所としてヘルマン・ズーダーマンやゲアハルト・ハウプトマンを紹介し後援している。肺炎の療養中ヴィースバーデンで死去。
劇作について論じており、「フライタークの五部三点説」として、脚本界で定着している。三幕構成も参考にされたい。

## 歴史と政治
ラッハマンによって中世文献学に導き入れられたフライタークはドイツ中世の詩劇とロスヴィータの研究を行い、異教的かつキリスト教的な祝祭劇・宗教劇に触れるうちにドイツ国民の生活と声に注目するようになる。三月革命により政治の舞台に駆り立てられ、政治に歴史研究を結びつけた結果として、1852年以降『Die Grenzboten』紙に代表作となる『ドイツの過去の情景』（Bilder aus der deutschen Vergangenheit, 5巻）が連載されることとなった。この歴史書でフライタークは従来、政治史の陰にあって見えない流れとなっていた国民の生活に光を当てた。無数のパンフレットやビラ、木版の印刷物を収集し、ドイツ民族の過去をマイナス面もふくめて再現した。

## 著作・作品
- 『ドイツ社会文化史』（名古屋大学出版会、1996年）：Bilder aus der deutschen Vergangenheit の第1巻を翻訳
- 喜劇『新聞記者』Die Journalisten（1853年）
- 小説『借りと貸し』Soll und Haben（1855年）
- 論文『戯曲法』Die Technik des Dramas（1863年）
- 歴史小説『祖先たち』Die Ahnen（1873 - 1881年）